# Luquinhas
Lucas Lima Linhares, meglio noto come Luquinhas (Ceilândia, 28 settembre 1996), è un calciatore brasiliano, attaccante del Legia Varsavia in prestito dal Fortaleza.

## Caratteristiche tecniche
È un'ala destra.

## Carriera
Ha esordito in Primeira Liga il 20 gennaio 2019 disputando con il Desp. Aves l'incontro vinto 2-1 contro il Vitória Setúbal.

## Palmarès

### Club

#### Competizioni nazionali
- Campionato polacco: 2

Legia Varsavia: 2019-2020, 2020-2021
- Coppa di Polonia: 1

Legia Varsavia: 2024-2025

#### Competizioni regionali
- Copa do Nordeste: 1

Fortaleza: 2024

##### Individuale
- Centrocampista dell'anno dell'Ekstraklasa: 1

2021